# Dayton Moore
Dayton Moore (né le 17 février 1967 à Wichita, Kansas, États-Unis) est l'actuel directeur-gérant des Royals de Kansas City de la Ligue majeure de baseball.

## Biographie
Diplômé de l'université George Mason, Dayton Moore décroche son premier emploi dans le monde du baseball en 1994 lorsqu'il est engagé comme dépisteur par les Braves d'Atlanta. De promotion en promotion, il devient directeur du développement des joueurs en 2002 puis assistant au directeur-gérant John Schuerholz en août 2005. Après la 2005, il est l'un des candidats au poste de directeur-gérant des Red Sox de Boston lorsque Theo Epstein quitte ses fonctions, mais Moore retire sa candidature après un entretien d'embauche.

### Royals de Kansas City
Dayton Moore devient le 6e directeur-gérant de l'histoire des Royals de Kansas City et leur vice-président sénior des opérations baseball le 8 juin 2006. Il est alors aux commandes d'une franchise en déroute qui n'a pas participé aux séries éliminatoires depuis sa victoire en Série mondiale 1985 et n'a connu qu'une seule saison gagnante (2003) depuis 1994. Les Royals perdent 100 matchs sur 162 en 2006 et vont prolonger à 9 saisons leur série de campagnes perdantes. Moore signe néanmoins une prolongation de contrat en 2009.
Le 9 décembre 2012, Moore décide de sacrifier un joueur d'avenir considéré comme le futur de la franchise, Wil Myers, qui est transféré aux Rays de Tampa Bay dans un échange de 7 joueurs qui permet aux Royals d'acquérir les lanceurs James Shields et Wade Davis. En 2013, les Royals remportent 86 parties contre 76 défaites, une première saison gagnante en 10 ans qui les voit livrer leur meilleure performance depuis 1989, mais ratent les éliminatoires. En novembre 2013, Moore, dont le contrat vient à échéance dans un an, accepte une prolongation de deux ans qui, s'il l'amène à son terme en 2016, en fera le directeur-gérant le plus longtemps en poste dans l'histoire de la franchise.
Enfin qualifiés en 2014, les Royals disputent leur premier match éliminatoire en 29 ans et mettent fin à la plus longue séquence malheureuse alors en cours dans le baseball majeur. Ils remportent leur premier championnat de la Ligue américaine depuis 1985 et leur année se termine à une seule victoire du titre ultime lorsqu'il s'avouent vaincus après 7 matchs devant les Giants de San Francisco en Série mondiale 2014.